# Grao de Castellón
El Grao de Castellón (oficialmente  en valenciano Grau de Castelló) es un distrito y un núcleo urbano del municipio de Castellón de la Plana (España). Geográficamente se sitúa junto al mar Mediterráneo, al este del casco urbano principal de la ciudad, del que dista 4 km, conformando los 8,6 kilómetros de la Costa del Azahar de los que disfruta el municipio. A medio camino entre Castellón y el Grao y siendo parte de su distrito, en plena Marjalería, se cruzan el paralelo 40° norte y el meridiano 0° o de Greenwich, dos de las circunferencias imaginarias que rodean la Tierra. A 30 millas náuticas se encuentra el archipiélago de origen volcánico de las Islas Columbretes, declarado reserva marina en 1990 y reserva natural en 1994.
Según el Instituto Nacional de Estadística contaba en 2023 con una población de 15 324 habitantes.
Su origen se produce en plena Edad Media, una vez conquistado el distrito castral del Castell Vell por Jaime I de Aragón y trasladada la villa a su ubicación actual, época en la que se dio el primer comercio marítimo conocido con seguridad en la zona. Aunque sus antecedentes se pueden rastrear en el conocido como Pujol de Gasset, habitado ininterrumpidamente desde la prehistoria hasta la época altomedieval y que tuvo su mayor apogeo en época íbera y otros yacimientos arqueológicos relacionados; un posible asentamiento junto a la desembocadura de la acequia de la Obra o en los restos encontrados en el entorno de la fuente de la Barrassota junto a la playa de Vinatxell en la partida de Fadrell. Aunque no fue hasta el siglo XIX en que la población comenzó a asentarse activamente junto al mar atraídas por la posible construcción del Puerto de Castellón que no se concretaría hasta 1905, y más tarde con la aparición de la industria petroquímica en la década de 1970.

## Geografía y medio ambiente
El distrito marítimo ocupa toda la franja costera del término municipal de Castellón, esto es los 8,6 km de litoral desde el polígono del Serrallo y el límite municipal con Almazora en el sur hasta el camino de la Ralla de Benicásim en el norte, así como una extensión de unos 2 km aproximados de marjal hacia el interior. El del Grao es el único distrito de la Capital de la Plana en el que coinciden las delimitaciones administrativas, censal y eclesiástica. Empezando por el norte y en sentido antihorario, desde el monolito que marca el límite con Benicasim en la playa del Serradal, la frontera se ciñe al camino de la Ralla de Benicasim hasta cruzarse con la vía de ferrocarril a la que sigue hasta su encuentro con el camino de la Donación, que paralelo al mar en dirección norte-sur sirve como límite con los distritos Norte y Este del municipio hasta que alcanza la N-225 y la CV-183, creando una zona triangular que la delimitación parroquial no incluye, hasta llegar al límite municipal con Almazora.

### Orografía, hidrografía y geología
En el margen izquierdo del río Mijares se encuentra Castellón, su relieve es predominantemente plano con una suave pendiente hacia el mar. La Marjalería ocupa todo el litoral y queda separada del mar por una restinga que crea una costa baja y arenosa de 8,6 km de longitud cuya mitad norte ocupan las tres playas del municipio, y la otra mitad está dedicada al Puerto, cuya construcción modificó profundamente la línea costera, apareciendo una acumulación de tierras ganadas al mar al norte y una inundación de las playas y parte de la tierra firme al sur donde ahora se encuentra el polígono industrial del Serrallo.
El río Seco de Borriol nace en la vertiente este de la Sierra de Moró y baja por el valle de Borriol hasta encajonar su cauce sobre el glacis de la Plana, donde describe una gran curva por el oeste y el norte de la ciudad perdiéndose en la marjal, donde desembocaba en el arrozal conocido como Lluent hasta que en la segunda mitad del siglo XX se construyó un canal artificial para darle una desembocadura directa al mar, entre las playas del Gurugú y el Serradal. Constituye el desagüe principal del norte del municipio así como de la Marjalería.
Respecto a las aguas subterráneas, el municipio está situado sobre el sistema acuífero Sierra de Espadán-Plana de Castellón-Plana de Sagunto subsistema de Plana de Castellón, cuyas aguas emergen nutualmente a través de, entre otros manantiales, de la fuente de la Barrassota, pero que fundamentalmente se extrae mediante bombeo para usos agrícolas, industriales y urbanos. La acequia Mayor vierte sus últimas aguas en el Molí de la Font, lugar de nacimiento de importantes acequias de la zona norte como la Travessera y de la Obra, que desembocan directamente en el mar.

### Flora y fauna
La vegetación presente en Castellón está muy antropizada, habiéndose sustituido su vegetación potencial por otra más ornamental o provechosa económicamente. Hoy en día la mayor parte de la vegetación está compuesta por cultivos agrícolas de regadío donde destacan los cítricos, especialmente naranjos y mandarinos, que se extienden por todo el municipio dejando los terrenos de marjal a cultivos hortícolas y otras especies de árboles frutales. En zonas húmedas como la Marjalería destacan especies como las lentejas de agua (Lemna minor y Lemna gibba), ranúnculos de agua y carrizo, o eneas (Typha angustifolia y Typha latifolia) en los bordes. La vegetación del litoral es del tipo dunar, con presencia de barrón, siempreviva o cardo marítimo dentro de una gran variedad.

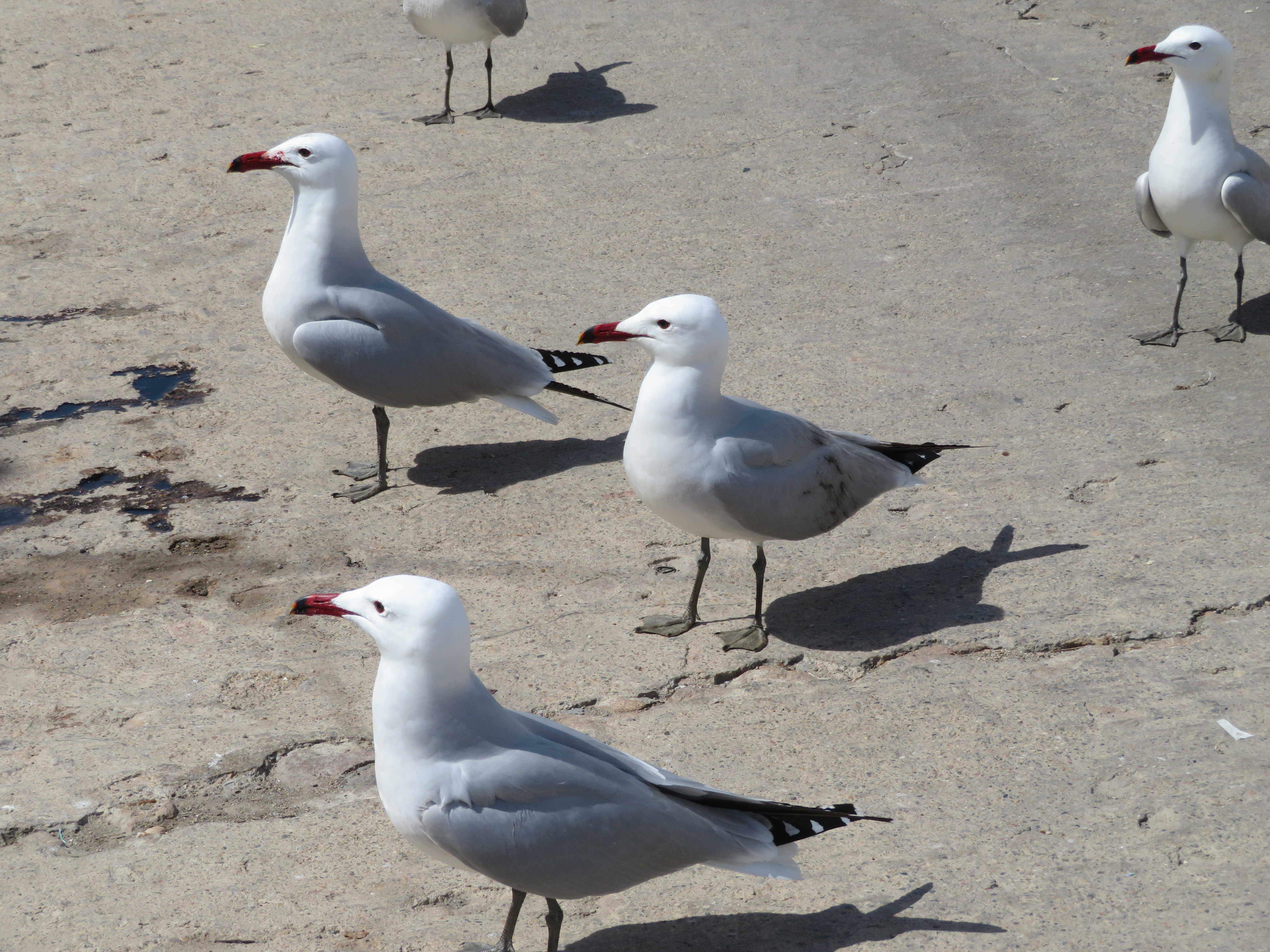
Gaviotas de Audoiuin en el puerto

Respecto a la fauna, el grupo de vertebrados que más se puede encontrar en el municipio lo constituyen las aves, representadas con especies como el jilguero, el mirlo, tordos, la alondra, la paloma torcaz, la tórtola, la golondrina, el avión, el mochuelo o el gorrión común entre otras. Las aves acuáticas son muy importantes en ecosistemas húmedos con somormujos lavancos, zampullines chicos, pollas de agua, cigüeñuelas, y chorlitejos chicos aparte de numerosas aves migratorias en sus pasos primaverales y otoñales. La aves nidificantes son escasas, destacando el chorlitejo patinegro que se reproduce en la playa del Serradal.
Entre los mamíferos, las especies más grandes que habitan la zona son zorros y jabalíes, el resto se trata de especies de pequeño tamaño como conejos, ardillas rojas, comadrejas, tejones, o dos especies de musaraña (Crocidura russula y Suncus etruscus). Aunque el animal más destacado es el murciélago con la presencia de hasta tres especies diferentes: común, ratonero patudo y mediano de herradura. De los reptiles hay que señalar la lagartija hispánica, la lagartija colilarga, el dragón, la culebra bastarda o la culebra de escalera entre otras. Anfibios como la rana verde, el sapo común, el sapillo moteado o el eslizón ibérico son comunes en los humedales castellonenses. Tortugas como el galápago leproso y el galápago europeo suelen elegir las costas de la ciudad para nidificar. La variedad de peces también es importante pudiendo encontrar carpas, carpines, lubinas y tres especies de llisa (Mugil cephalus, Liza spp. y Chelon sp.) Pero la ictiofauna más destacada la constituyen endemismos como el fartet y el samaruc, ambas en peligro de extinción.

### Paisaje
El paisaje castellonense se ha dividido tradicionalmente en 5 unidades basadas en sus características geomorfológicas e hidrográficas y que han sido fundamentales en el devenir histórico de la ciudad. Actualmente se encuentran muy desdibujadas por culpa de la extensión del regadío y el gran crecimiento urbano y de las infraestructuras de Castellón durante el siglo XX y parte del XXI. Estas unidades son, de interior a la costa: la montaña, el secano, la huerta, la Marjalería y el litoral.
La Marjalería, que va del camino de la Donación hacia el este, hasta llegar al mar. Se puede dividir en dos zonas según el momento de su desecación, la «huerta de marjal» que comprende prácticamente toda la unidad desde el Serrallo hasta el camino del Primer Canal, y el Coto Arrocero o Cuadro que va desde ahí hasta el límite con Benicasim. La «huerta de marjal» fue la primera en desecarse después de un largo proceso histórico, constituye la mayor superficie agrícola del municipio regada con las escorrentías y los excedentes de la huerta inmediata. El Coto arrocero fue desecado a partir de 1967 después de intentar revitalizar de manera infructuosa el cultivo de arroz en Castellón. Esta superficie triangular comprende las partidas rurales de la Font de la Reina, Bovar, Molinera, Senillar, Brunella y Travessera. Su principal característica es el nivel muy superficial de la capa freática lo que convierte esta área en muy inundable. Ambas zonas de la Marjalería presentan una parcelación muy estrecha y alargada y sufren la problemática de los miles de viviendas unifamiliares ilegales para segunda residencia sobre suelos rústicos no urbanizables que han proliferado en las últimas décadas en esta unidad.
El paisaje de litoral ha sido siempre pequeño en extensión, restringido la restinga del Pinar y las playas a norte y sur. La extensión de este cardón litoral es apenas la de la playa al norte del río, a partir de donde empieza a expandirse hasta alcanzar unos centenares de metros de ancho hasta el camino del Serradal, en la zona del actual aeródromo mediante la acumulación artificial de tierras que evitaban las inundaciones del río y luego protegido por el pinar hasta alcanzar unos pequeños cerros ahora desaparecidos en las cercanías de la actual avenida del Puerto dentro del casco urbano del Grao, desde donde volvía a encoger hasta limitarse de nuevo a las playas del Serrallo. La construcción del puerto cambió las dinámicas marinas de la zona, produciendo una ganancia de terreno al mar en forma de triángulo rectángulo al norte del muelle de Levante que separó el pinar del mar aprovechando para su urbanización a partir de los años 1940, y una inundación al sur del puerto que hizo desaparecer la playa y anegó numerosas propiedades. Su relieve característico en forma de pequeños cerros y dunas ha desaparecido, pero el pinar se ha mantenido casi completo habiendo desaparecido la cuarta parte más al sur —hasta la actual calle Serrano Lloberes— para ser aprovechada por servicios del puerto. El paisaje litoral a día de hoy está conformado por el polígono del Serrallo, el puerto, el núcleo urbano del Grao y un largo seguido de urbanizaciones de residencias estivales a lo largo del camino del Serradal y las playas. Las entradas al núcleo grauero y el paseo marítimo de la playa del Serradal se caracterizan también por su paisaje en mosaico, en forma de acumulación de antiguas pequeñas industrias y alquerías de la marjal en el primer caso y del desarrollo de vivienda vacacional en el segundo.

#### Espacios protegidos
- El Molí de la Font es un paraje situado a mitad camino de la marjal y la huerta que alberga el manantial de la Font de la Reina. Allí también existe una cueva, catalogada por la administración autonómica, con una importante población de murciélagos que es objeto de un plan para la recuperación de las especies ratonero patudo y mediano de la herradura. Su vegetación es una mezcla de árboles agrícolas, de secano y de zonas húmedas. En sus aguas se pueden encontrar la mayoría de peces presentes en la fauna castellonense.[11] Ocupa una superficie de 2350 m² protegida por dos declaraciones como BRL otorgadas en 2021.

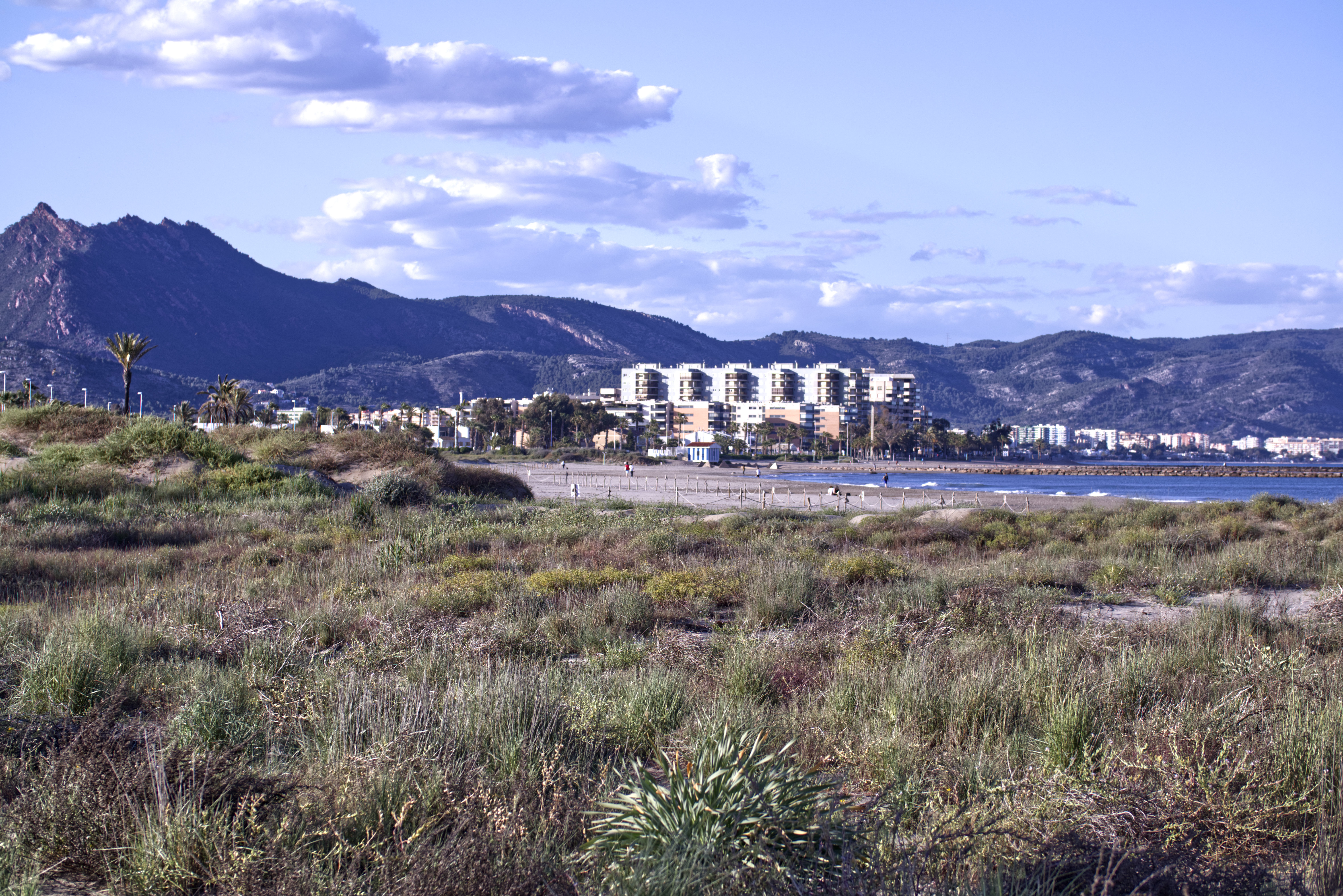
Playa del Serradal

- La microrreserva de flora de la playa del Serradal comprende las dunas naturales que en 1990 entraron dentro de un plan de recuperación dunar y que gracias a esta práctica ha permitido el arraigo de vegetación y fauna propia y característica, siendo la zona elegida por el chorlitejo patinegro para nidificar.[12]
- El parque del Pinar se encuentra en el Grao paralelo a la playa del mismo nombre. Tiene una superficie de 121 295 m², dos tercios de los cuales están ocupados por un campo de golf de 9 hoyos. Constituye los restos de una gran pinada que separaba el mar de la Marjalería. Está acondicionada con mobiliario urbano, zonas de juego, pistas deportivas, cafetería y una piscina de verano. Es la zona de recreo más popular de la ciudad.[13] En 2021 fue declarado Bien de relevancia local.
- El Parque del Meridiano está situado en plena Marjalería en el punto preciso donde se cruzan el meridiano de Greenwich con el paralelo 40.º N. Fue creado en 2002 y cuenta con 10 782 m². Su flora es muy variada con ejemplares de almendros, olmos, lledoners, laureles o sauces. Es un punto muy importante para la observación de la fauna característica de la marjal castellonense.[2]

Playas

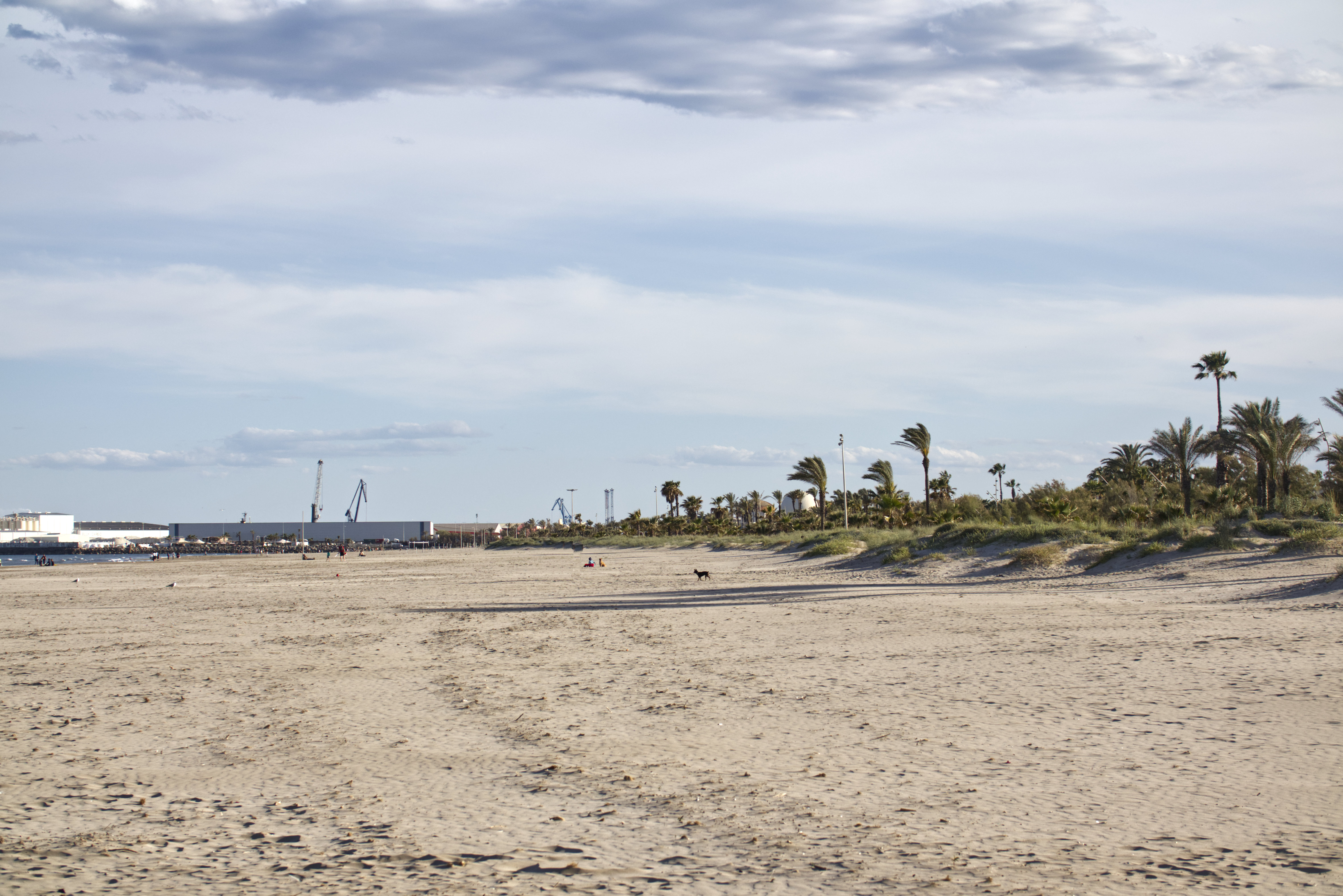
Playa del Pinar

De forma natural, toda la costa del municipio ha estado ocupado por playas bajas y arenosas de las cuales se ha perdido justo la mitad de su extensión por la construcción del Puerto y del polígono industrial del Serrallo, sobreviviendo solo los poco más de 4 km al norte de las instalaciones portuarias, que se dividen en tres playas:
- La playa del Pinar se extiende por 1800 m con una anchura media de 90 m desde los espigones del Puerto hasta la desembocadura de la acequia de la Fileta y el final del camino de la Plana. Su principal atractivo es el parque Litoral de 182 940 m² compuesto de un extenso cordón dunar artificial donde se han plantado 1701 árboles de 7 especies diferentes —en su mayoría palmeras— y dos especies de arbustos intentando incorporar vegetación típica de este tipo de zonas costeras y compartiendo infraestructuras como el largo paseo junto al mar dotado de numerosas áreas estanciales y lúdicas plenamente integradas en la playa. Alrededor se suman los atractivos del Planetario, los campos de fútbol Javier Marquina o la cercanía al parque del Pinar. La playa suele ser galardonada cada año con una Bandera Azul y numerosos certificados de calidad.[14]
- Le sigue la playa del Gurugú, por 1 km y con una anchura media de 140 m, hasta llegar a las desembocaduras del río Seco y la acequia de la Travessera. Se caracteriza por la instalación de diversos chiringuitos en temporada estival así como por sus instalaciones deportivas. También suele ser galardonada anualmente con Bandera Azul y con todas las calificaciones de calidad requeridas.[15]
- La última playa es la del Serradal, que con una longitud de 1,7 km y 150 m de anchura llega hasta el límite con el municipio de Benicásim. A lo largo de su extensión desembocan en ella dos acequias —el canal del Motor y la de la Obra— y es retenida por tres espigones. Gran parte de esta playa está protegida por una microrreserva de flora que comprende las dunas naturales que se conservaron en la zona. Desde 2014 la playa recibe anualmente su Bandera Azul así como muchas acreditaciones de su calidad.[12]

### Riesgos naturales e impacto ambiental

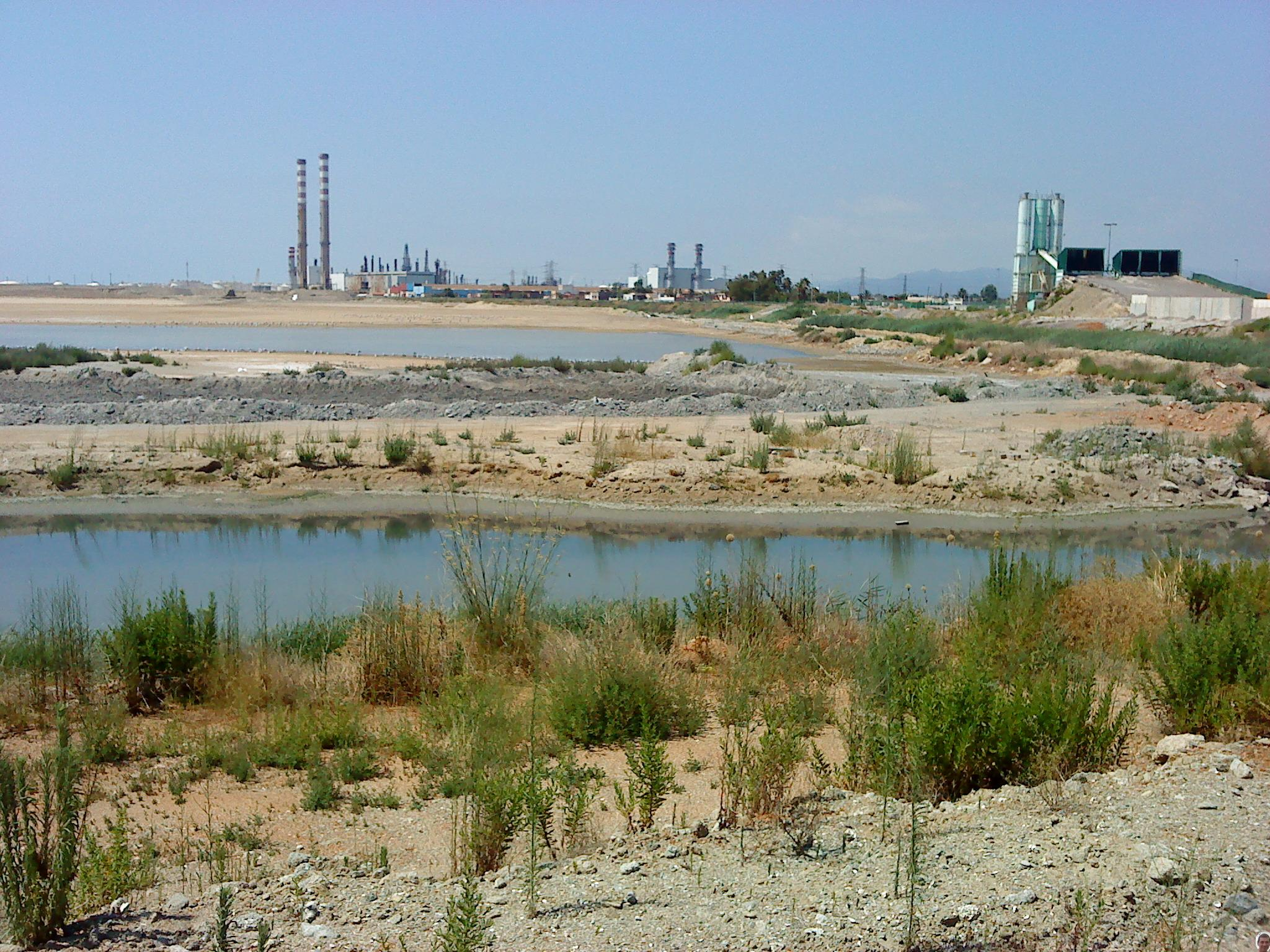
La actividad de la industria petroquímica del Serrallo es la principal fuente de agentes contaminantes de Castellón. Imagen anterior al derribo de las chimeneas de la Central térmica en 2010

- El riesgo de inundaciones en el Grao se concentra en la Marjalería, incluyendo parte del Grao se encuentra en un terreno inundable de alta frecuencia y calado inferior a 0,8 m debido a que su terreno bajo acumula el agua proveniente de las crecidas de los recursos hídricos como el río Seco o el barranco de Fraga, de la lluvia y de temporales marinos, tanto que a través de Barranquet, aunque con un periodo de frecuencia de 500 años, la zona del Serrallo está afectada por el retorno de inundabilidad del río Mijares.[16]
- El riesgo de contaminación atmosférica se ha reducido en los últimos años y ahora presenta niveles aceptables por debajo de todos los límites establecidos gracias al plan de mejora de la calidad del aire implementado[17] y a la instalación de sistemas de depuración del aire en las industrias, después de que en 2006 las industrias petroquímicas produjeran la zona de mayor contaminación atmosférica de la Comunidad Valenciana según el Registro Estatal de Emisiones y Fuentes.[18] A día de hoy la polución del aire está lejos de ser un problema en Castellón, pero sigue presentando los riesgos típicos de cualquier zona urbana y de las zonas de paso de tráfico rodado intenso en carreteras y la presencia cercana del clúster cerámico de la provincia. La calidad del aire en la ciudad empeora en verano y en las zonas de interior y se ve muy influenciada por la intrusión de partículas en suspensión saharianas. Existen cinco estaciones de control de la contaminación en el municipio.
- El riesgo de contaminación hídrica es difícil de determinar en los cursos de agua naturales que transcurren por el municipio debido a que su carácter estacional provoca que no lleven agua la mayor parte del año, pero el estado de las masas de agua subterráneas se considera malo debido a intrusiones marinas y la presencia de nitratos superiores a los umbrales permitidos. Por otro lado, está permitido el vertido de residuos potencialmente contaminantes en tres puntos del término cuyos residuos no terminan en la estación depuradora de aguas residuales. Esta EDAR cuenta con un emisario para el vertido de las aguas depuradas que se aleja 3 km de la costa aguas adentro. La calidad de las aguas de baño de las playas castellonenses también ha mejorado notablemente, pero no son infrecuentes los vertidos descontrolados que provocan el cierre parcial de las playas.[19] Son muy numerosos los puntos de control de la calidad de las aguas subterráneas en el municipio especialmente concentrados en la Marjalería, además cada playa cuenta con su propio medidor, mientras que la del Serradal que tiene dos puntos de control.
- El riesgo de accidentes graves en los que intervengan sustancias peligrosas es elevado, pero se concentra en dos puntos del municipio, uno en una banda de 500  a ambos lados de las principales carreteras y de la línea de ferrocarril declarados vías de circulación preferente para el transporte de sustancias peligrosas. La otra zona se concentra en el polígono industrial del Serrallo y el Puerto por la presencia de la industria petroquímica y la central térmica de ciclo combinado. Hasta 2009[20] Castellón no disponía de ningún plan de prevención, aviso y evacuación de los ciudadanos residentes alrededor del polígono y el puerto, su disposición resultó muy controvertida por su falta de preparación a la ciudadanía respecto a su forma de actuar ante una emergencia,[21] ya que el primer simulacro no se realizó hasta 2018[22] en el marco de los trabajos de actualización del plan que finalmente se aprobó en 2020.[23]
- El riesgo de aparición de vertederos incontrolados —y por tanto ilegales— es importante, con presencia en todo el municipio especialmente en zonas rurales y de difícil acceso. Su proliferación ha crecido en los últimos años y ya ha supuesto problemas ambientales y de salubridad, fuente de numerosas quejas vecinales.[24]
- El riesgo de aparición de plagas de mosquitos es recurrente varias veces al año. El régimen de precipitaciones, las altas temperaturas y la presencia de la marjal son factores clave para la proliferación del mosquito de marisma al que se ha añadido la especie invasora del mosquito tigre.[25] Pese a que no suelen transmitir las enfermedades típicas que portan estos mosquitos, su presencia causa graves problemas de salud a personas alérgicas, así como problemas de salubridad en general y daños económicos en el turismo.[26] Las campañas de fumigación y erradicación son constantes desde meses antes y después del verano, fecha de más afectación por mosquitos.

## Historia

### Orígenes
La aparición de restos ibéricos y romanos junto a la costa viene a confirmar la hipótesis de que la costa de El Grao de Castellón cuenta con más de dos mil años de tradición de comercio portuario.
También durante los siglos de dominación musulmana debió haber comercio en dicho lugar. El rey Jaime I ordenó construir el Camino Viejo del Mar nada más conquistar La Plana para unir Castellón con la zona costera de El Grao. Un vial que desemboca donde han aparecido estos hallazgos, circunstancia que se interpreta como que ya había una zona comercial consolidada antes de la conquista.
La actividad comercial fue en aumento desde entonces, como demuestran diversos documentos y restos. Los primeros pescadores que se conocen, se cifran en 1398 y estaban domiciliados en la parroquia Santo Tomás, ubicada en la calle Escultor Viciano de Castellón, mientras que el primer censo del Grao como barrio independiente data de 1865 con 428 vecinos. 

#### El Pujol de Gasset

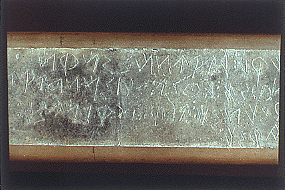
Sección de la lámina de plomo ibéro del Pujol de Gasset

El Grao estaba constituido originalmente por una serie de estanques a los que cierra su salida al Mediterráneo el Serradal, barra de restinga que forma una elevación entre el mar y la zona pantanosa, que no permite un desagüe adecuado, formando una amplia zona de un paisaje pantanoso. Desde el siglo XIX el hombre ha intentado desecar los humedales con el fin de convertir el terreno en zona de cultivo, siendo en la actualidad, prácticamente, toda la franja costera, tierra firme y aprovechada no solo para el cultivo sino también como zona residencial. 
En medio de esta zona pantanosa se levantaban una serie de elevaciones de terreno conocidos como pujols. Uno de ellos, que recibía el nombre de Pujol de Gasset, se encontraba entre el estanque de Patos y el de Sotanilla, junto a la actual carretera del Grao a Castellón, hoy en día una zona urbanizada entre el C.P. l’Illa y la avenida de los Hermanos Bou.
Estas zonas más elevadas ya en el siglo XIX se aplanaban para rellenar los almarjales y eliminar las aguas estancadas, y precisamente fue en 1851 –cuando se encontraba en este proceso el Pujol de Gasset–, cuando se localizó en él lo que eran los restos de un asentamiento de época ibérica, al parecer y según los escasos datos que tenemos, puede pertenecer a un momento tardío de esta cultura de la antigüedad mediterránea, concretamente al siglo II a. C.
Una vez identificado y conocido el yacimiento sobre todo por el hallazgo de una inscripción ibérica, desde la Real Academia de la Historia se intentó que se conservara el túmulo en cuestión, así como otros que había en la zona. Evidentemente, la conservación no se ha llevó a cabo y el túmulo se fue deshaciendo poco a poco. En 1905, todavía se sacan tierras así como materiales cerámicos. En 1928, 1943 y 1949 se realizan excavaciones arqueológicas, cuyos resultados no se conocen, pero que confirmaban la existencia y perduración, a pesar de haberse deshecho dicho túmulo,
del yacimiento arqueológico. En el año 2001 todavía la zona es objeto de una excavación con sondeos de prospección para conocer la potencialidad arqueológica del yacimiento, en donde se localiza la cerámica ibérica y de barniz negro itálica, de la que ya se tenía constancia, y además cerámica fenicia, de la Edad del Bronce y cerámica islámica, lo que indica que este lugar fue un asentamiento humano a lo largo de muchas épocas históricas. 
Hoy en día, tal y como se ha comentado, continúa estando ocupado por el Grao, y a la espera de que se lleve a cabo un proyecto arqueológico apropiado antes de que desaparezca completamente el yacimiento.
El epígrafe encontrado en el Pujol de Gasset es una lámina de plomo de 44,50 centímetros de longitud y 4,00 centímetros de ancho. Presenta cuatro líneas de escritura, la última más corta, que no ocupan toda la longitud del soporte. Está escrita por una sola cara. En un extremo hay dos grafismos aislados. Presenta veintidós palabras separadas por tres puntos verticales. Las letras ofrecen una duplicidad de signos, es decir un grafismo puede tener un par de variantes en las que se modifica el rasgo ya sea añadido o suprimido. Se ha querido ver en estas variantes la representación de los sonidos oclusivos. La escritura pertenece a la variante dual de la escritura ibérica nororiental o levantina, siendo uno de los textos más largos escritos en lengua ibérica.

#### La Torre del Pinaret
La Torre del Pinaret era muy semejante a la Torre de San Vicente de Benicasim, que aún se conserva en buen estado, según se deduce de un informe sobre las fortalezas del litoral valenciano llevado a cabo por la Dirección de Subinspección de Ingenieros de Valencia en 1870. Dicho informe señala que la fortificación benicense es de planta cuadrada, de 12 metros de lado y de 15 de altura, mientras que la del Grao también era cuadrada, aunque sus dimensiones eran algo menores: 10 metros de lado y 14 de altura. Ambas fortalezas también contaban con dos torreones en su parte superior, que pueden apreciarse aún en la de Sant Vicent. La mayor diferencia entre ambas estribaba en que la torre benicense contaba con unas caballerizas que no tenía la construcción grauera. Sin embargo, estas cuadras actualmente han desaparecido, por lo que la imagen actual de la torre de Benicasim aún es más semejante a la que presentó la Torre del Pinaret.
La fortaleza grauera, que fue ordenada construir el 1562 como parte de la fortificación del Reino de Valencia, se levantó originalmente en 1571, fue proyectada por Juan Bautista Antonelli, y tuvo un coste de 2875 lliures, 5 sous i 4 diners. Tenía como finalidad la defensa de la costa de los ataques de los piratas. Fue destruida el 1618 y nuevamente rehabilitada el 1626, pero que derruida de nuevo fue finalmente reconstruida en otro lugar en 1671, siendo reformada tiempo después, en 1673. Desapareció a finales del siglo XIX. El informe referido de 1870 puede considerarse como el acta de defunción de la fortificación grauera al concluir que «puede decirse que es de poquísima entidad la utilidad de esta torre como vigía o como defensa y que no sería conveniente su conservación». Este informe también cifra en 120 escudos el coste de las reparaciones que precisaba la torre, que nunca se llevaron a cabo.
En la actualidad se investigan unas las piedras de sillería que han aparecido en el lugar en que antiguamente se alzaba la Torre del Pinaret (siglo XVII). Los restos podrían corresponder a los cimientos de la citada fortaleza, y han aparecido en un solar que hay detrás del Hotel Turcosa donde se están llevando a cabo unas obras. Se trata de una zona en la que antiguamente estaba el denominado Pujol de la Torre, una elevación del terreno sobre la que se encontraba la fortaleza. La aparición de estos restos ha detenido temporalmente la construcción en el solar en el que se encontraron los restos en mayo del 2006.

## Urbanismo y patrimonio

### Urbanismo

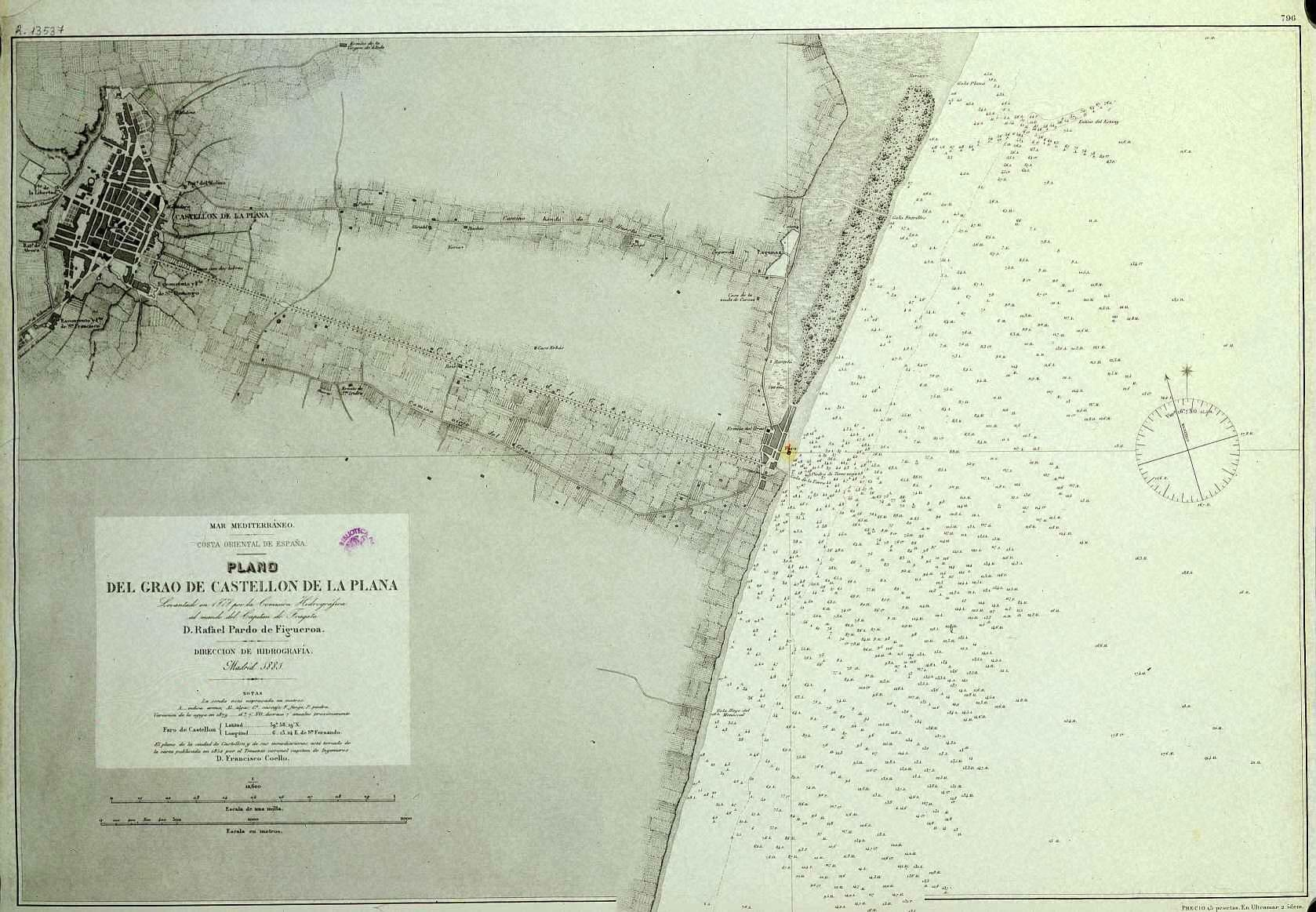
El Grao en 1878

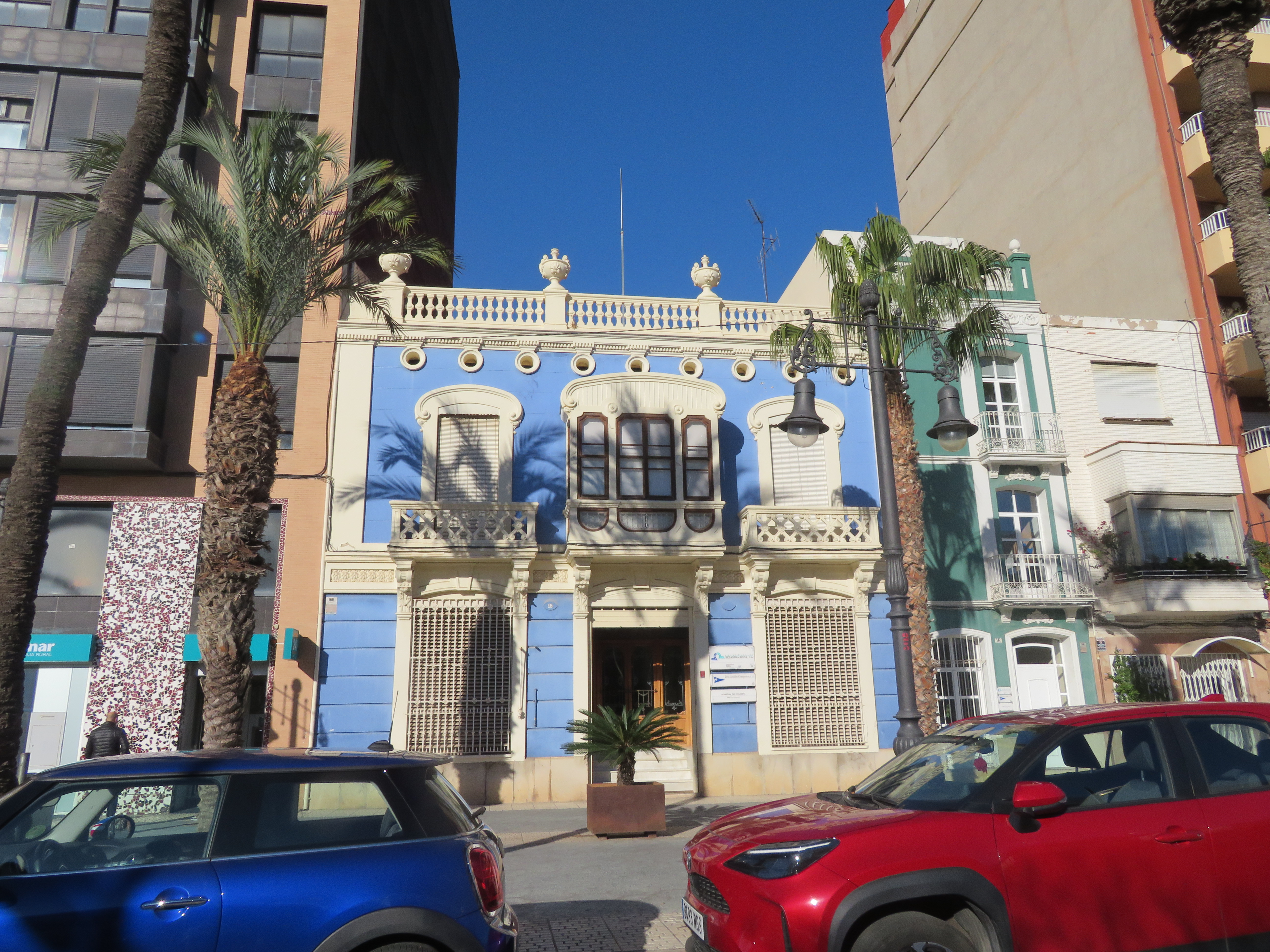
Paseo Buenavista

El espacio urbano más importante del Grao es el paseo Buenavista creado en 1925 en paralelo al Mar siguiendo los mismos ideales románticos que los que aparecieron en Castellón en la misma época, muy pronto se llenó de excelentes ejemplos de casas de verano y de viviendas para la gente del mar más adinerada pese a acabar a varios metros de la línea de costa debido a la construcción del muelle de Costa del Puerto. Ese mismo Muelle acabó abriéndose a la ciudadanía con la apertura en 1995 de la plaza del Mar junto al Edificio Moruno y el edificio del Real Club Náutico con su jardín, sus reconocidos quioscos-restaurante y la indescriptible torre mirador; en una segunda fase se amplió la plaza con nuevos jardines como un laberinto —eliminado para crear la plaza de Sète—, templete con teatro al aire libre y la fuente del Peix; más tarde, fruto de una tercera fase, se inauguró en 2003 el complejo de ocio Puerto Azahar con restaurantes, cafeterías, pubs y un multicine con 10 salas, así como la reconstrucción del viejo faro del Puerto como elemento emblemático del nuevo espacio. Puerto Azahar acabó cerrando entre 2019 y 2020.
El Jardín del Puerto, conocido popularmente como els Jardinets, tiene sus orígenes en la década de 1920 con un estilo pompeyano aunque en 1930 fue trasladado a su actual ubicación de 11 050 m² aprovechando unos restos del gran pinar cercano y tardando 20 años en construir un parque a imitación del de Ribalta, ya que la ejecución era realizada por los trabajadores del puerto cuando las condiciones meteorológicas les impedían ejercer sus labores habituales. La zona sufrió numerosos problemas ambientales producidos por la vecina industria química que entonces rodeaba su emplazamiento lo que contribuyó decididamente a su importante degradación urbana. En los primeros años del siglo XXI su suelo fue cedido por la Autoridad Portuaria al ayuntamiento, que emprendió varias obras de rehabilitación para recuperar su esplendor.
El pasado más cercano del Grao gira en torno al Puerto, así que podemos consultar la Historia del Puerto para saber más sobre él.
El parque de la Panderola fue construido sobre las viejas cocheras y estación en el Grao del tranvía conocido como la Panderola y fue completamente remodelado en 2020. Tiene una superficie de 11 300 m² dividida en zona deportiva, zonas estanciales, zona canina, zona de juegos —incluyendo aparatos de juegos acuáticos—, y dos bares-restaurante. Su principal atractivo es una locomotora y un vagón de este mítico ferrocarril de vía estrecha.

### Patrimonio
- La parroquia de San Pedro del Grao fue reconstruida por Vicente Traver Tomás entre 1946 y 1948 después de la destrucción del templo original en la Guerra. Consta de una sola nave con transepto y capilla del Sagrario adosada mientras que el resto de capillas laterales fueron aisladas, crucero con cúpula, coro alto y techumbre de madera. La reconstrucción se hizo utilizando elementos historicistas del románico, gótico y barroco propios de las tierras valencianas.
- La ermita de Sant Francesc de la Font se considera anterior a 1749, cuando se nombra por primera vez, en 1913 es considerada ruina y abandonada hasta su restauración entre 1975 y 1985. Es un pequeño templo con planta de salón, con bóveda y cúpula, sacristía trasera, pórtico delantero y espadaña. En su interior destaca su verdadera joya son los frescos de la segunda mitad del siglo XVIII, de estilo barroco ilusionista vinculados a la pintura de los Guilló. En su exterior se encuentra desde 1985 la Cruz de término o peiró trasladado desde Fadrell.
- En las instalaciones del Puerto de Castellón se construyó entre 1945 y 1950 por el ingeniero Carlos González-Espresati Sánchez un cobertizo para almacenar las mercancías descargadas en los muelles. Sus fachadas, construidas en ladrillo visto, fueron profusamente decoradas con paneles cerámicos. El edificio fue declarado BRL en 2021.

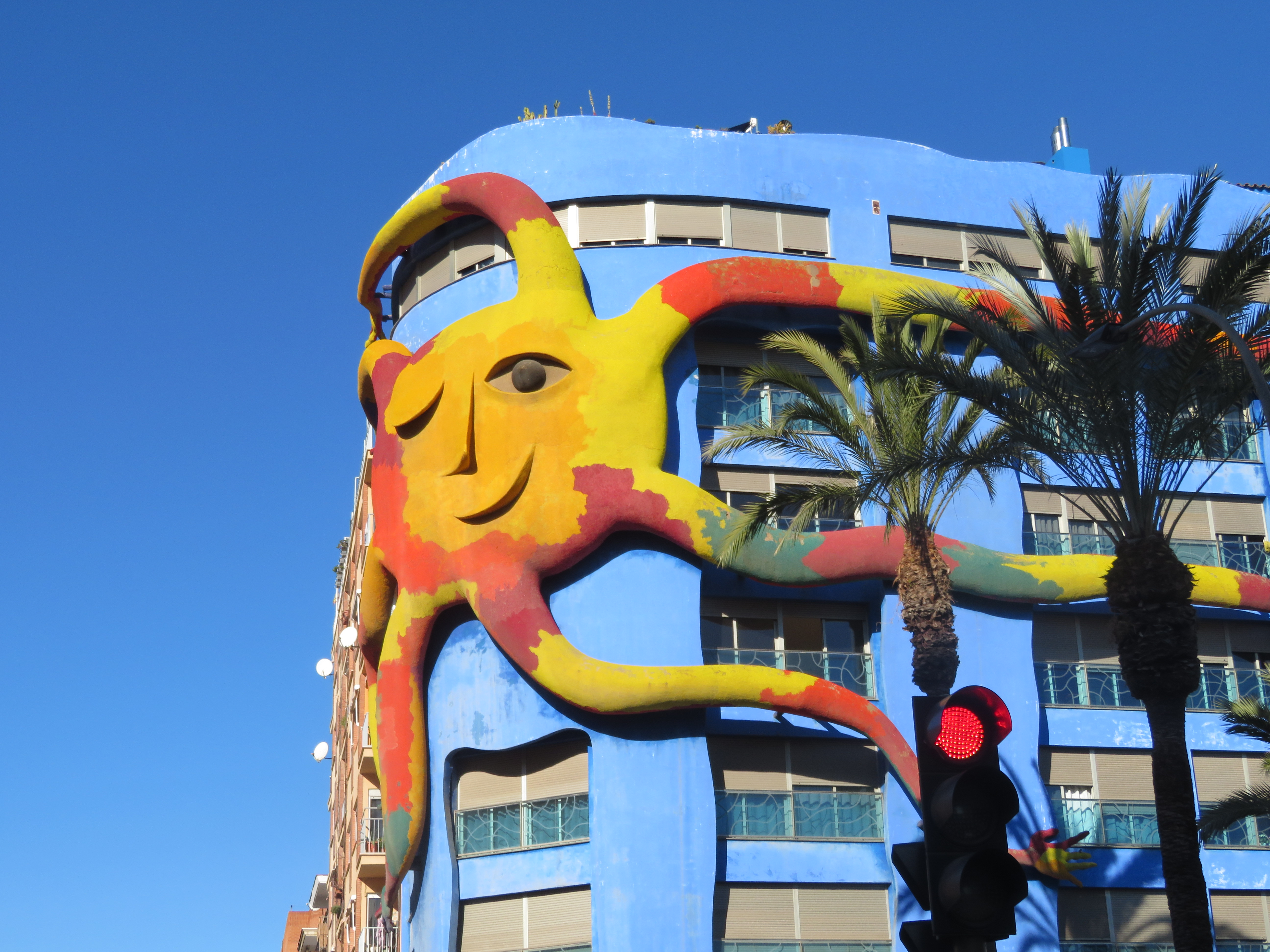
Edificio Sol en el Grao de Castellón, obra del artista castellonense Juan García Ripollés

## Comunicaciones

#### Red viaria
Las principales carreteras, que discurren por el distrito son:
| Identificador | Itinerario                               | Descripción                                                                                                |
| ------------- | ---------------------------------------- | --- |
| CS-22         | Autovía de Acceso al Puerto de Castellón | Comunica el Puerto de Castellón y el Grao con la N-340                                                     |
| N-225         | Teruel-Grao de Castellón                 | Constituye las partes del trazado de esta carretera no solapadas por la CS-22 y no cedidas al ayuntamiento |
| CV-183        | Almazora-Grao de Castellón               | Comunica la CS-22 y la N-225 con la CV-18 en Almazora                                                      |

Los accesos al Grao desde Castellón se configuraron tal y como aparecen en la actualidad durante el siglo XX y la primera década del XXI, constando de las avenidas Hermanos Bou y del Puerto, la avenida del Mar y la calle Serrano Lloberes, la CS-22 y la avenida Concentración Harley-Davidson y el camino la Plana (CV-1510) que lleva directamente a la playa. Desde el exterior se puede llegar por la N-225 que al llegar al núcleo urbano se convierte en las calles Ciudadela y Juan de Austria prolongándose hacia Benicasim por el camino Serradal. Desde este municipio también se puede acceder directamente por la costa gracias a la avenida Ferrandis Salvador (CV-1501), la más larga de la ciudad con 5 km de longitud. Las calles más importantes del núcleo urbano del distrito marítimo son la prolongación de esta última avenida: el paseo Buenavista, y las calles Treballadors de la Mar y Sardina que se une con la carretera nacional.

### Transporte público
Autobús interurbano
Existe una línea de autobús público interurbano que conectan Castellón con el Grao gestionada por una empresas privadas. Tienen sus cabecera en la plaza Juez Borrull.
Transporte marítimo
El único transporte de pasajeros regular que se produce en el Puerto de Castellón es la golondrina que lleva a los turistas a las islas Columbretes tres días a la semana en la temporada autorizada.
En 2010 atracó el primer crucero abriéndose como destino para embarcaciones de tamaño pequeño a medio con turistas de alto perfil económico, creciendo la cifra de barcos recibidos hasta 2019 con 5 buques y 5500 turistas, multiplicando por 10 las cifras recibidas hasta la fecha. 2021 solo recibió dos barcos con 1100 pasajeros, 2022 una única escala con 633 pasajeros y en 2023 de nuevo un solo buque con 196 cruceristas. Para la temporada 2024/2025 se tiene previsto el atraque de 10 cruceros con cerca de 7000 visitantes, incluyendo el barco más grande de éstas características que haya atracado en Castellón.
Trolebús
En 2014 entró en servicio la prolongación del TRAM hasta el Grao completando la línea 1 prevista. Poco tiempo después se crearon algunos servicios complementarios mediante transbordo, primero en temporada estival y luego de forma permanente, para acercar el TRAM hasta las playas de la ciudad dando la vuelta al Pinar del Grao, una medida que se quiere hacer permanente electrificando el recorrido y haciendo accesibles las paradas.
Este medio de transporte se ha consolidado como fundamental en la movilidad castellonense alcanzando los 2 112 988 de viajes ya en 2015, acumulando récords de viajeros cada año, como en 2023 cuando se alcanzaron los 3 096 534 de usuarios. Sin embargo, las promesas iniciales de ampliación de la red para cubrir diversos municipios metropolitanos con el trolebús no han llegado a hacerse realidad. La ampliación por el norte, desde el Puerto hasta Benicàssim siguiendo la avenida Ferrandis Salvador vivió las mismas vicisitudes recibió presupuesto para su estudio en los presupuestos de la Generalidad Valenciana para 2024.
Taxi
Castellón es la cabeza de un área de prestación conjunta de taxi donde se ubican otros 8 municipios. Dentro de éste área los taxis con licencia de cualquier ayuntamiento pueden circular libremente gracias a las tarifas comunes establecidas por la Generalidad Valenciana. En 2023 existían 123 licencias concedidas para la prestación del servicio de taxi. La mayoría de sus profesionales son trabajadores autónomos agrupados en centrales de despacho para atender los servicios a demanda, y también existe alguna empresa dedicada al sector. 
La demanda de taxi es mayormente canalizada a través de llamadas telefónicas, pero también existe una paradas de taxi en el Grao, con varias plazas.
Bicicleta
Bicicas, es el servicio de alquiler de bicicletas compartidas público creado en 2008. Su éxito fue instantáneo ya que durante los 4 primeros años en que fue gratuito alcanzó los 673 834 viajes en 2011, perdiendo usuarios a partir del año 2012 en que se empezó a cobrar por el uso, pero fue ampliamente superado al alcanzar los 913 150 viajes en 2019. En 2024 se renovó completamente el servicio, sustituyendo las 60 bancadas por anclajes modulares y renovando la flota de bicicletas en un número de 500 iniciales a las que se sumarán 100 cada año.

## Cultura
Equipamientos culturales

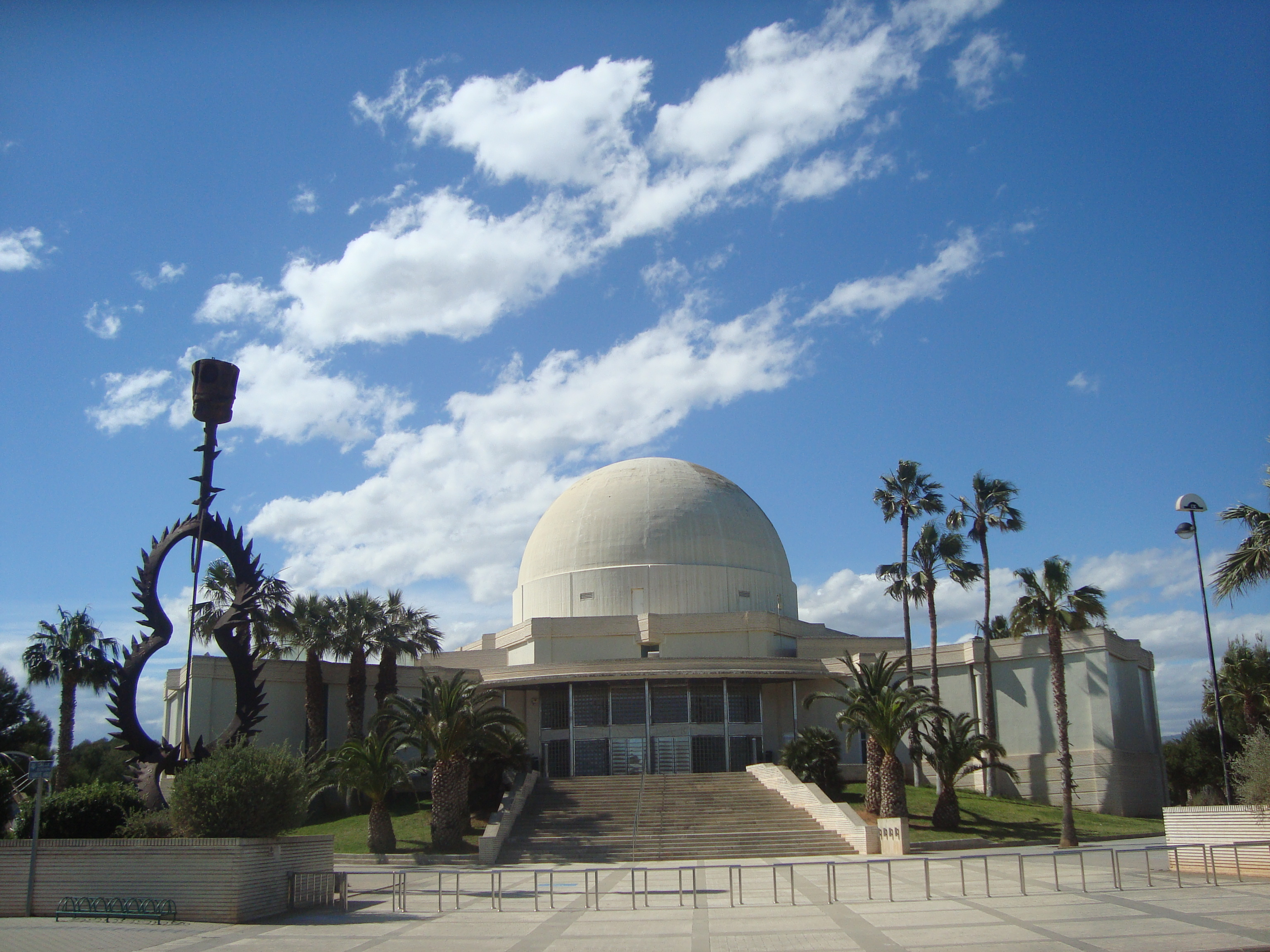
Planetario

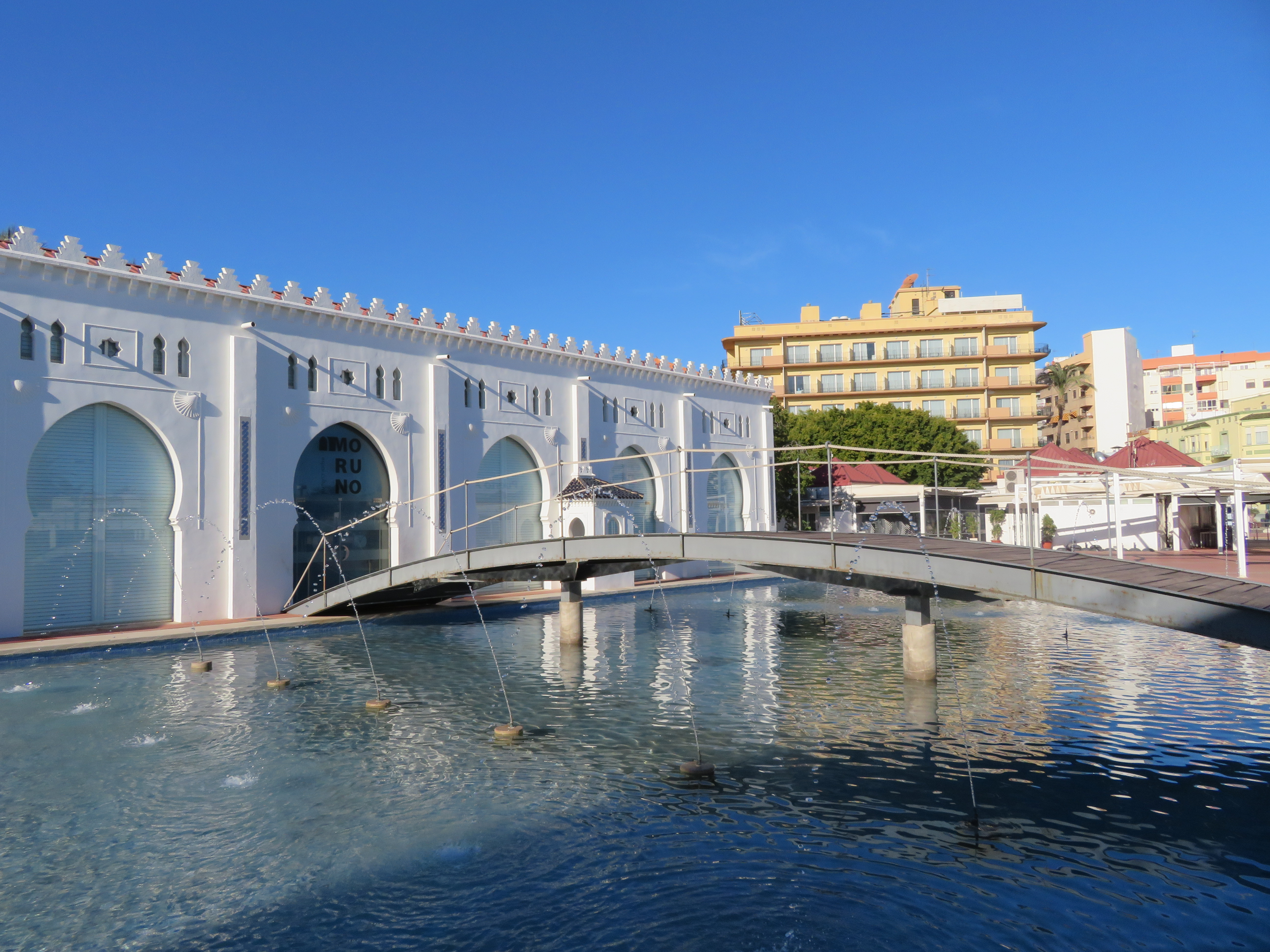
Edificio Moruno

- El Moruno espacio cultural abrió en 1995 en el Puerto de Castellón en un edificio de carácter patrimonial construido entre 1921 y 1934 para albergar oficinas y almacenes en un estilo medievalista que recuerda  la arquitectura islámica, de donde proviene su nombre, se dedicó entonces como sala de exposiciones y de actos de la Autoridad portuaria y de la fundación cultural que crearía posteriormente. En 2022 se llevaron a cabo tareas de rehabilitación en el edificio y se le otorgó una identidad permanente y una programación más estable.
- El Planetario fue inaugurado en 1991 junto a la Playa del Pinar, en él se puede disfrutar proyecciones de contenido astronómico su sala planetario dotada con un proyector optomecánico Carl Zeiss, o de las diversas exposiciones permanentes o temporales que acoge, destacando el centro de interpretación de las islas Columbretes. También destaca su labor formativa y divulgativa organizando cursos, congresos y observaciones a cielo abierto.
- El Casal Jove situado en el Grao ofrece espacios de entretenimiento y formación cultural para la juventud castellonense con salón de actos para 120 personas, y numerosas aulas.[41]
- El Centro cultural La Marina es el principal espacio cultural del distrito marítimo. Construido en 2006, cuenta con salas de exposiciones, un salón de actos con capacidad para 400 espectadores y despachos para las asociaciones culturales graueras.[42]
- El templete de música ubicado en la plaza del Mar del puerto, que acoge en temporada estival conciertos de bandas de música y recitales.
- El Museo del Mar forma parte del Museo de la Ciudad de Castellón y custodia una colección de más de 274 piezas entre embarcaciones, planos, herramientas, utensilios y aperos de la tradición marinera de la ciudad.[43]

Fiestas y eventos culturales

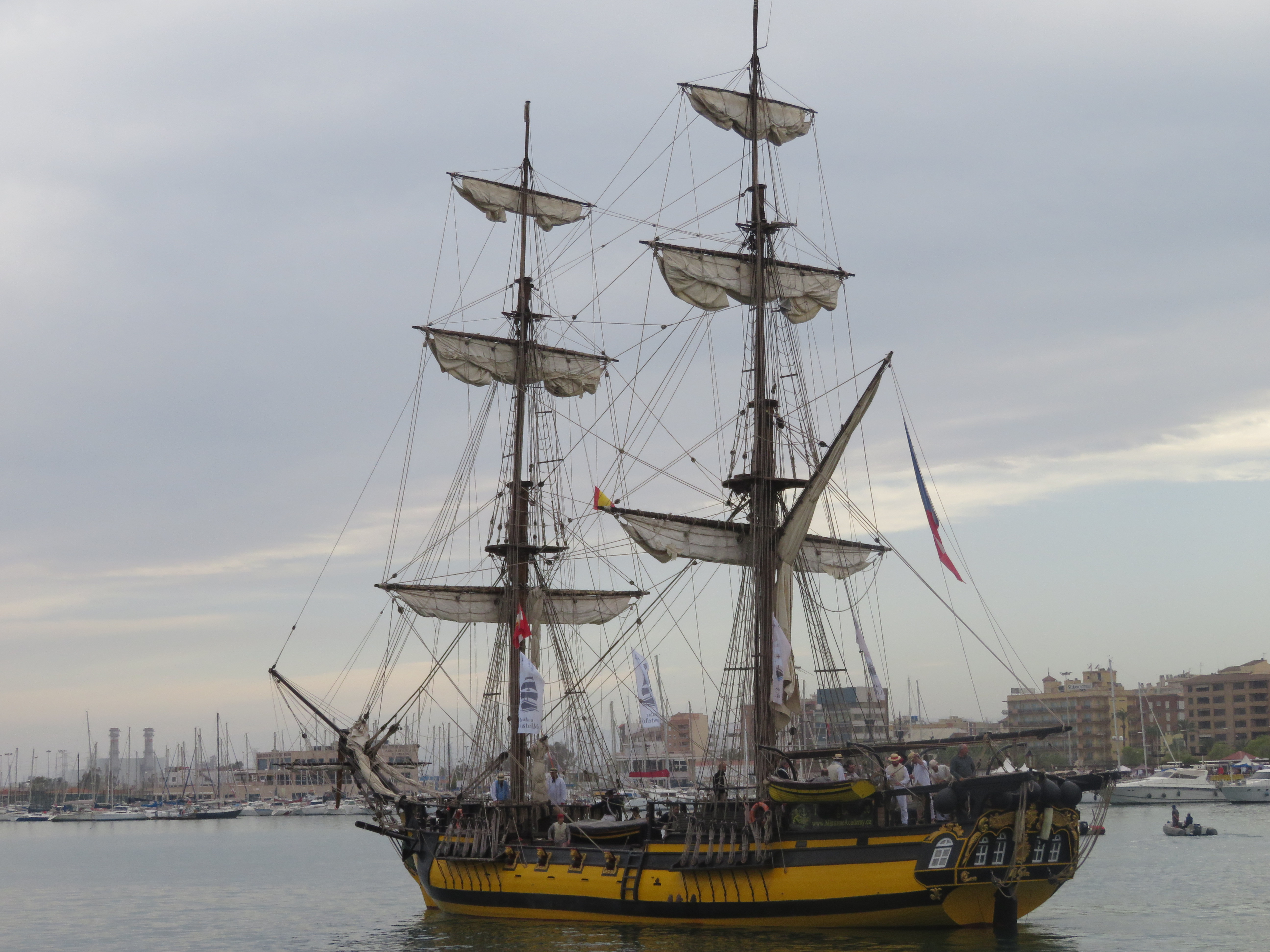
Bergantín La Grace participando en Escala a Castelló en 2024

- El Carnaval se celebra oficialmente y de forma masiva desde 1990. En sus tres días de duración actual empieza con la Cridà del Rei Carnestoltes, el gran desfile y el entierro de la sardina animado por las diferentes peñas y collas del distrito marítimo.[44]
- Escala a Castelló es un acontecimiento anual celebrado en el puerto en el que alrededor de diversas embarcaciones de vela —réplicas de naves históricas, goletas, buques escuela y barcos históricos— atracados en el muelle de Costa dispuestos para ser visitado por el público que también puede disfrutar de pasacalles, mercado artesanal y mercado gastronómico entre otras actividades.[45]
- Las fiestas de San Pedro del Grao se celebran por 9 días en torno al 29 de junio día del patrón de los pescadores, aunque algunos actos como la Cabalgata del Mar tienen lugar días antes. Durante estos días el protagonismo lo toman las diferentes peñas y collas en los actos taurinos diarios, sin olvidar la procesión marítima por las aguas del puerto del santo o la popular torrà de la sardina.[46] En 2020 fueron declaradas Fiestas de Interés Turístico Autonómico.[47]
- El Som Festival es un festival de música celebrado todos los fines de semana y festivos entre finales de julio y mediados de agosto en el muelle transversal del puerto de Castellón. Sobre su escenario actúan desde cómicos hasta consagrados artistas de la canción, con especial énfasis en los géneros musicales más populares del momento.[48]
- Anualmente el parque del Pinar acoge la concentración motera de Harley-Davidson Big Twin con la participación de alrededor de 2000 motocicletas venidas de todo el continente a las que se ofrecen visitas turísticas en moto, ferias gastronómica y actuaciones musicales entre otras.[49]

### Gastronomía
La gastronomía típica del Grao se enmarca dentro de la dieta mediterránea y da mucha importancia a productos de origen local, especialmente al arroz, verduras y pescados.
Los platos principales más característicos tienen el arroz como ingrediente principal. A la conocida paella, que en Castellón siempre se le incorpora alcachofa, y acostumbra a llevar carne de pato en agosto, caracoles en otoño y pelotas en Navidad; se le unen otros arroces hechos con pescado, como el arroz a banda, el arrossejat o el arrocito de Castellón creado en 2017 con productos de la lonja del Grao. También se puede sustituir el arroz por fideos para obtener fideuá o fideos arrossejats. También destacan los diversos platos de arroz caldoso con diversos ingredientes según la temporada pero fundamentalmente mariscos.
Otros platos típicos es el suquet de pescado.
Respecto a los dulces y la repostería típicos se pueden degustar cocas dulces como la mal feta, la de manzana o la de Castellón con patata en vez de harina, así como las pelotas de fraile y los rollitos de anís o huevo. 

### Deporte
Clubes deportivos
- El Real Club Náutico de Castellón nació en 1932 con el afán de promover la vela y otros deportes acuáticos, organizar regatas y facilitar el mantenimiento de las embarcaciones de competición. Dispone de equipos organizados de vela de crucero, vela ligera, piragüismo, kayak-polo —donde el equipo sénior participa en la Primera División—,[53] barco dragón, pesca deportiva e incluso pádel.
- El Club Voleibol L'Illa Grau se creó en 1981, ha jugado 9 temporadas divididas en tres etapas en la Superliga y desde 2021 lo hace en la Superliga 2, la cual conquistó en las temporadas 2004-2005 y 2016-2017.[54] En 2006 se fundó el Club Voleibol Mediterráneo Castellón, que ha jugado tres temporadas en la Superliga masculina entre 2015 y 2018 al proclamarse campeón de la Superliga 2 la temporada anterior a su debut, año en el que también consiguió la Copa del Príncipe;[55] actualmente milita en la Superliga 2.[56] El voleibol femenino tiene como referente al Club Volei Grau Castelló cuyo primer equipo participa en la Superliga 2 desde 2014.[57]

Instalaciones deportivas
Al sur del casco urbano del Grao se encuentra el Pabellón Pablo Herrera dedicado al voleibol del que este grauero subcampeón olímpico y dos veces campeón del mundo. Al norte de la localidad se encuentran las Instalaciones deportivas Emilio Fabregat, con piscina y pabellón cubierto, y junto a la playa del Pinar, el campo de fútbol Javier Marquina.
Dos tercios del parque del Pinar albergan un campo de golf de 9 hoyos de propiedad municipal pero gestionado por el Club de Golf Costa de Azahar, que también dispone de varias pistas de tenis y un minigolf. Muy cerca se encuentra el aeródromo del Pinar, también de propiedad pública pero gestionado por el Aeroclub Castellón, se creó en 1958 y está muy centrado en la práctica de deportes aeronáuticos, destacando el paracaidismo y los ultraligeros. Sus instalaciones también albergan las del Club de Cazadores San Huberto dedicadas al tiro olímpico y al tiro con arco.